# Golpe de Estado no Haiti em 1991
O golpe de Estado no Haiti em 1991 ocorreu em 29 de setembro de 1991, quando o presidente Jean-Bertrand Aristide, eleito 8 meses antes nas eleições gerais do Haiti de 1990-1991, foi deposto pelo exército haitiano. O golpe foi liderado pelo General do Exército Raoul Cédras, pelo Chefe de Gabinete do Exército Philippe Biamby e pelo Chefe da Polícia Nacional, Michel François. Aristide foi enviado para o exílio, sua vida só foi salva pela intervenção de diplomatas norte-americanos, franceses e venezuelanos.
Emmanuel Constant depois informou que agentes da Agência Central de Inteligência (CIA) dos Estados Unidos estiveram presentes com Cedras no quartel do exército durante o golpe, embora a CIA tenha negado conhecimento prévio. A CIA "pagou os principais membros das forças do regime golpista, identificados como traficantes de drogas, por informações a partir de meados dos anos 1980 pelo menos até o golpe de Estado." Cédras e François tinham recebido treinamento militar nos Estados Unidos.
As ações de Aristide contra o tráfico de drogas podem ter contribuído para sua queda. Após o golpe de Estado (liderado por Raoul Cédras), membros do novo regime, nomeadamente o chefe da Polícia Nacional, Michel François, foram acusados de tráfico de drogas  a uma proporção muito maior. Um relatório de 1992 do Departamento de Estado dos EUA observou que Aristide estava "planejando criar novas políticas e instituições para combater o tráfico de drogas, [e] a sua queda... incapacitou os esforços de controle do narcotráfico no Haiti." Um memorando interno de 1993 do Congresso dos EUA afirmou que "todos os presos por tráfico de drogas foram liberados e... Michel François supervisionou pessoalmente a aterrissagem de aviões que transportavam drogas e armas." Os EUA posteriormente indiciaram François, mas não conseguiram garantir a sua extradição de Honduras.
Uma tentativa de golpe contra Aristide havia ocorrido em 6 de janeiro, antes mesmo de sua posse, quando Roger Lafontant, um líder da Tonton Macoute sob Duvalier, aproveitou a presidência provisória de Ertha Pascal-Trouillot e declarou-se presidente. Depois de um grande número de partidários de Aristide encherem as ruas em protesto e Lafontant tentar declarar a lei marcial, o exército acabou esmagando o golpe incipiente.
O golpe foi condenado tanto pela Assembleia Geral das Nações Unidas como pela Organização dos Estados Americanos, em outubro de 1991, e ao longo da existência do regime golpista, o único Estado a reconhecer o regime foi o Vaticano. A 31 de julho de 1994, a Resolução 940 do Conselho Segurança das Nações Unidas autorizou uma força multinacional liderada pelos Estados Unidos, sob comando e controle unificados para restaurar Aristide ao poder na Operação Uphold Democracy.